# (5061) McIntosh
(5061) McIntosh est un astéroïde de la ceinture principale.

## Description
(5061) McIntosh est un astéroïde de la ceinture principale. Il fut découvert le 22 février 1988 à Siding Spring par Robert H. McNaught. Il présente une orbite caractérisée par un demi-grand axe de 3,06 UA, une excentricité de 0,07 et une inclinaison de 8,7° par rapport à l'écliptique.

## Compléments